# W.C. Fields
W.C. Fields, właśc. William Claude Dukenfield (ur. 29 stycznia 1880 w Darby (Pensylwania), zm. 25 grudnia 1946 w Pasadenie (Kalifornia)) – amerykański komik, żongler, aktor i pisarz.

## Życiorys
Stał się znany jako kuglarz komediowy. Następnie był gwiazdorem wodewilu, występując w latach 1915–1921 w rewiach Ziegfeld Follies na Broadwayu. Międzynarodowy rozgłos zdobył dzięki swoim filmom, m.in. The Bank Dick (1940).

## Filmografia
- 1915: His Lordship's Dilemma jako osoba zajmująca się przelewami
- 1925: Sally z areny cyrkowej jako profesor Eustance McGargle
- 1932: Gdybym miał milion jako Rollo La Rue
- 1933: Alicja w Krainie Czarów jako Humpty Dumpty
- 1934: Staroświecki sposób jako Wielki McGonigle
- 1935: David Copperfield jako Wilkins Micawber
- 1938: Wielka transmisja jako T. Frothingill Bellows / S.B. Bellows
- 1940: My Little Chickadee jako Cuthbert J. Twillie
- 1942: Historia jednego fraka

## Wyróżnienia
Posiada dwie gwiazdy w Hollywoodzkiej Alei Gwiazd.

## Dodatkowe informacje
Postać W.C. Fieldsa pojawiła się w filmie animowanym Mickey’s Polo Team, w którym drużyna Myszki Miki rozgrywa mecz polo z drużyną złożoną z przedwojennych aktorów. W.C. Fields jest pośród publiczności.